# 大子文镇
大子文乡，是中华人民共和国河北省衡水市安平县下辖的一个乡镇级行政单位。

## 行政区划
大子文乡下辖以下地区：
大子文村、前子文村、义里村、张舍村、店子头村、曹遥城村、孙遥城村、西遥城村、西赵庄村、王营村、邢郭庄村、北郝村、南郝村、林庄村、石干村、南石庄村、郭马庄村、东白驼罗村、西白驼罗村、崔安村、崔安铺村、张敖村、马江村和北王宋村。